# 刺鱼

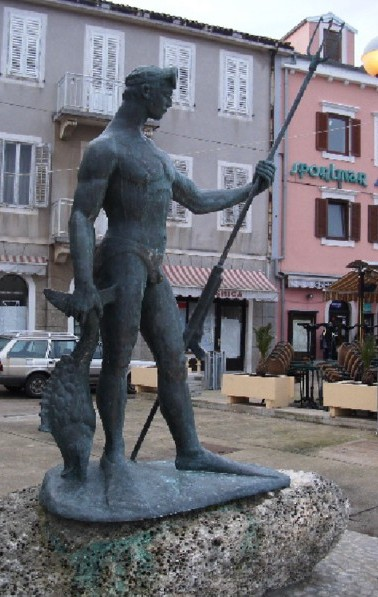
克罗地亚的刺鱼者雕像

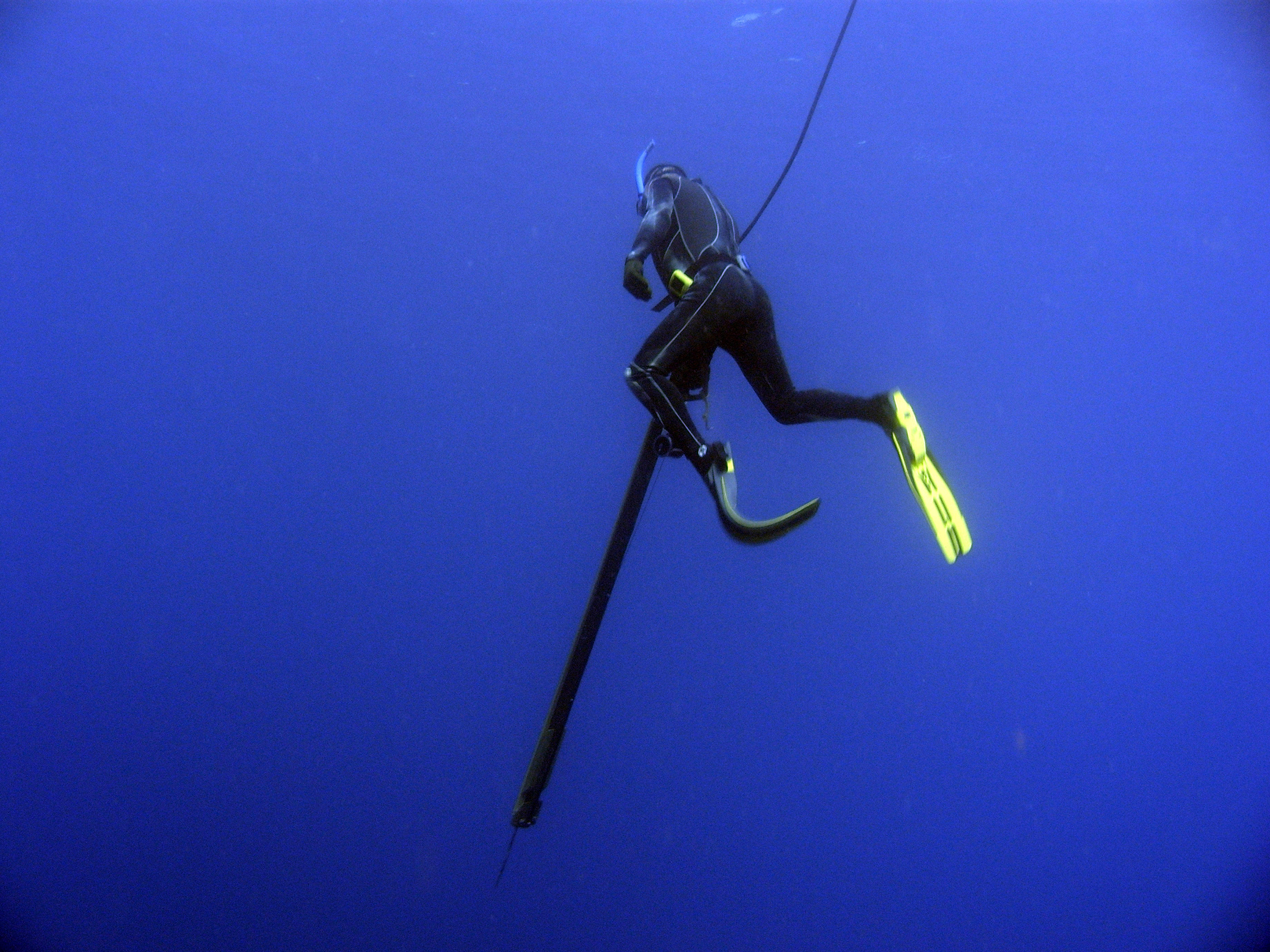
在琉球群岛捕捉黄鳍金枪鱼的潜水刺鱼者

刺鱼（英語：spearfishing）是用手持的尖锐工具刺击鱼类身体的捕鱼方式，主要指使用直刺长柄锐器 （比如长矛和鱼叉），使用侧面有尖刺或弯钩的工具扫敲鱼身的刺击则称为刨鱼（gaffing）。和射鱼一样，刺鱼对目标动物有高度针对性，因此不像钓鱼那样具有随机性并依赖一定运气，更不像网鱼那样很容易产生兼捕。但因为刺击鱼体所造成的创伤基本上都是致命伤，所以捕到的目标鱼不被吃掉就只能被抛弃浪费，完全没有捕后放流的可能。
刺鱼是人类最早的一种捕鱼方式，至少在旧石器晚期和中石器早期就已经出现在史前人类的石洞壁画上，但作为获取食用鱼的手段自中世纪以来就基本上已被绝大多数地区的第一产业完全淘汰，现今仅存在于技术和基础设施极其落后的欠发达地区。
在西方国家，现代刺鱼活动主要是一种休闲捕鱼的手段，通常会在潜水（包括自由潜水、浮潜和水肺潜水）时使用，少数情况下用于复古风格的岸边或舟艇捕鱼。潜水刺鱼经常会使用休闲潜水器材和与弹弓原理相似的鱼枪，可以在水中弹射一根系有绳索的小矛去刺捕鱼类以及龙虾等其它水生动物。